# Charles Francis Adams, Sr.
Pour les articles homonymes, voir Charles Francis Adams, Charles Adams (homonymie) et Adams.
Charles Francis Adams, Sr., né le 18 août 1807 à Boston et mort le 21 novembre 1886 dans la même ville, est un avocat et homme politique américain. Fils et petit-fils des présidents fédéralistes John Quincy Adams et John Adams, il fut candidat à la vice-présidence aux côtés de l'ancien président démocrate Martin Van Buren lors de la campagne électorale de 1848 sur un programme anti-esclavagiste.

## Biographie
En 1825, Charles est diplômé d'Harvard. Deux ans plus tard, il apprend le droit dans le cabinet de Daniel Webster. En 1829, il est admis au barreau dans l'État du Massachusetts et ouvre un cabinet à Boston.
En 1832, Adams rejoint le parti anti-maçonnique du Massachussetts puisqu'il considérait la franc-maçonnerie comme un danger pour les institutions américaines et comme un déshonneur pour les valeurs religieuses traditionnelles américaines. Deux ans plus tard, le parti est absorbé par le parti démocrate. Charles ne suit pas son parti bien qu'il soutienne la candidature du démocrate Martin Van Buren aux élections américaines de 1836.
Élu à la Chambre des représentants du Massachusetts en 1841 puis au Sénat du Massachusetts de 1844 à 1845, Adams fut représentant fédéral de 1859 à 1861. Nommé par Abraham Lincoln ambassadeur à la Cour de Saint-James, auprès de la reine Victoria, entre 1861 et 1868, il travailla activement à empêcher le Royaume-Uni de reconnaître officiellement les États confédérés d'Amérique, surtout au début de la guerre de Sécession, quand les revers de l'Union faisaient augurer une prompte victoire des confédérés. Il fit alors aux dirigeants britanniques un tableau très sombre des mesures de rétorsion que l'Union envisageait au cas où le Royaume-Uni prendrait ouvertement parti pour la Confédération. En 1868, il démissionne de son poste d'ambassadeur et se retire à Boston et Quincy.
Aidé de son fils Henry Brooks Adams, qui était son secrétaire privé, il lutta activement, en espionnant les chantiers navals et en les dénonçant au Premier ministre Lord Palmerston et à l'opinion publique britannique, contre les corsaires et navires confédérés. C'est ainsi qu'il faillit empêcher le lancement de l'Enrica, qui avait été transformé et armé pour devenir le navire corsaire CSS Alabama.
Il est enterré dans le cimetière de Mount Wollaston à Quincy au Massachusetts(en) « Charles Francis Adams, Sr », sur Find a Grave.